# Nigoglia
La Nigoglia est un cours d'eau italien situé dans la région du piémont, au nord de l'Italie. Elle est l'émissaire du lac d'Orta et permet de joindre ses eaux à la Strona puis au lac Majeur.
Contrairement à la grande majorité des cours d'eau alpins d'Italie du Nord, la rivière coule vers le Nord, donc apparemment vers la montagne au lieu de la plaine. Sur quelques centaines de mètres, de l'exutoire du lac au forum d'Omegna, se trouve une passerelle suspendue, appréciée pour son aspect romantique.